# 戸田忠盈
戸田 忠盈（とだ ただみつ）は、下野国宇都宮藩3代藩主、肥前国島原藩初代藩主。宇都宮藩戸田家6代。

## 略歴
享保15年（1730年）6月2日、宇都宮藩の第2代藩主・戸田忠余の次男として江戸屋敷で生まれる。父・忠余は養父の戸田忠真の六男・戸田忠久を養子に迎えていたが、その忠久が享保13年（1728年）8月8日に早世し、実兄（秋元喬求）も秋元家の養子となったため、戸田家の世子となる。延享元年（1744年）12月16日に従五位下・日向守に叙任される。延享3年（1746年）の父の死去により家督を継いだ。
忠盈は宇都宮の人心が荒廃していることを憂い、延享5年（1748年）に領内に「御教条之趣」を出した。これは領民が守るべき心得を訓示したものであり、厳罰で対処せず、誠心や孝行で民を教化することに努めた。
寛延2年（1749年）7月23日、肥前島原藩に移封となる。しかし病弱なため、宝暦4年（1754年）7月25日、25歳の時に病気を理由に家督を養子（弟）の忠寛に譲って隠居し、以後は江戸で余生を送った。天明元年（1781年）7月28日に死去。享年52。

## 系譜
父母
- 戸田忠余（父）
- 芳春院 - 側室（母）

側室
- 直
- 倉

子女
- 戸田直太郎
- 戸田忠興
- 戸田栄之助
- 力
- 利尾 - 戸田忠喬正室、戸田忠寛の養女

養女
- 戸田忠寛 - 忠余の四男